# Джоя-дель-Колле
Джоя-дель-Колле (итал. Gioia del Colle) — коммуна в Италии, располагается в регионе Апулия, в провинции Бари.
Население составляет 27 923 человек (2015 г.), плотность населения составляет 136 чел./км². Занимает площадь 206 км². Почтовый индекс — 70023. Телефонный код — 080.
Покровителем населённого пункта считается святой Филипп Нери.

## Демография
Динамика населения:

## Официальный сайт
- Официальный сайт